# Фауст Регійський
Фауст Регійський (лат. Faustus Regiensis; 405/410 — 490/495) — церковний діяч кінця Західної Римської імперії та Вестготського королівства, прихильник і ідеолог напівпелагіанства.

## Життєпис
Походив з заможної галлороманської родини. Народився між 405 та 410 роками, за свідченнями його сучасників Авіта В'єнського і Сідонія Аполлінарія — в Британії. Здобув гарну освіту, спочатку бувши адвокатом. Потім під впливом матері — затятої християнки, що відзначалася святістю, полишив цивільне життя й став ченцем Лерінського монастиря на о. Сент-Онора неподалік від Провансу.
Завдяки своєму благочестю 432 року обирається абатом Лерінського монастиря. Створив тут школу для вивчення теології. 461 року після смерті Максима обирається єпископом Регіуму. Він був ревним прихильником чернецтва і заснував у своїй єпархії багато монастирів. Незважаючи на активність у виконанні своїх обов'язків єпископа, він брав участь у всіх богословських дискусіях свого часу і став відомим як суворий противник аріанства у всіх його формах.
462 року брав участь у соборі під орудою папи римського Гіларія. 471 року разом з єпископами Леонтієм Арльським, Генадієм Марсельським, Василем Екським брав участь у посольстві до вестготського короля Ейріха, де обговорювалося укладання миру між римським імператором і королем. За умовами договору вестготам передавалася область Овернь при умові дотримання прав католиків.
Разом з тим виступав проти пелагіанства та доктрини напередвизначення. Сприяв засудженню пелагіанства соборами в Арлі і Ліоні 475 року.
Згодом, коли вестготи захопили усю Нарбоннську Галлію, протистояв аріанам у диспутах. За це король Ейріх заслав Фауста на 8 років. Повернувся до Регіуму після смерті Ейріха 484 року. Помер Фауст між 490 та 495 роками. Зараховано до святих, відзначається 28 вересня.

## Творчість
Основною є праця «Libri duo de Gratia Dei et humanae mentis libero arbitrio» («Про благодать Божу і людську свободу»), де обґрунтовуються принципи напівпелагіанства, разом з тим визнається першородний гріх, необхідність благодаті, засуджується пелагіанство. При цьому вважав, що першородний гріх не зруйнував усе добро людини, що є в ній від народження. Намагався поєднати Біблію з роздумами отців Церкви в єдине ціле. Фауст стверджував, що душа людини в певному сенсі тілесна, а лише Бог є чистим духом.
Також є автором «Libri duo de Spiritu Sancto» («Дві книги про Святий Дух»), спрямованої проти вчення аріан і македоніан. Крім того, збереглося ще 12 листів-послань сучасникам Фауста, що були відомими церковними діячами, єпископами.